# 11-11: En mi cuadra nada cuadra
11-11: En mi cuadra nada cuadra è una telenovela argentina giovanile del 2013 interpretata da Patricio Gallardo, Alberich Bormann e Thali García con Kevin Aponte e Karla Cervantes come antagonisti.
Il serial televisivo è il remake della telenovela Aventuras en el tiempo del 2001 ed è formata da un'unica stagione di 75 episodi.

## Trama
Kike è un adolescente con la passione per la tecnologia, che nelle sue fantasie vede se stesso come un adulto in grado di risolvere tutte le preoccupazioni della vita quotidiana. Quando si sposta all'edificio "11-11" Kike scoprire che il vostro sogno può diventare realtà perché, durante il sonno, può portare in vita una versione adulta di se stesso.

## Produzione
La produzione della telenovela è iniziata il 2 luglio del 2012,  in fase di registrazione in alta definizione, a Miami, negli Stati Uniti. Il 10 maggio 2013 è stato trasmesso un videoclip musicale, dopo l'episodio finale della terza e ultima stagione di Grachi.

## Episodi
| Stagione       | Puntate | Prima TV Argentina | Prima TV Italia |
| -------------- | ------- | ------------------ | --------------- |
| Prima stagione | 75      | 2013               | 2019            |

## Riconoscimenti
Kids' Choice Awards México
- 2013 - Candidatura come antagonista preferita Kevin Aponte.
- 2013 - Candidatura come attore preferito a Patricio Gallardo.
- 2013 - Candidatura come attore di reparto preferito a Reinaldo Zavarce.
- 2013 - Candidatura come attore di reparto preferito a Alberich Bormann.
- 2013 - Candidatura come attrice preferita a Thali García.
- 2013 - Candidatura come attrice di reparto preferito a Karla Cervantes.

Kids' Choice Awards Argentina
- 2013 - Candidatura come attore di reparto preferito a Reinaldo Zavarce.